# Saint-Martin-de-la-Mer
Saint-Martin-de-la-Mer é uma comuna francesa na região administrativa da Borgonha-Franco-Condado, no departamento de Côte-d'Or. Estende-se por uma área de 24 km². Em 2010 a comuna tinha 300 habitantes (densidade: 12,5 hab./km²).